# Calhoun County (Michigan)
Calhoun County ist ein County im Bundesstaat Michigan der Vereinigten Staaten. Der Verwaltungssitz (County Seat) ist Marshall. Das U.S. Census Bureau hat bei der Volkszählung 2020 eine Einwohnerzahl von 134.310 ermittelt.

## Geographie
Das County liegt im Süden der Unteren Halbinsel von Michigan, ist im Süden etwa 40 km von Indiana entfernt und hat eine Fläche von 1861 Quadratkilometern, wovon 25 Quadratkilometer Wasserfläche sind. Es grenzt im Uhrzeigersinn an folgende Countys: Eaton County, Jackson County, Hillsdale County, Branch County, Kalamazoo County und Barry County.
Das County wird vom Office of Management and Budget zu statistischen Zwecken als Battle Creek, MI Metropolitan Statistical Area geführt.

## Geschichte
Calhoun County wurde 1829 als Original-County aus freiem Territorium gebildet. Benannt wurde es nach John C. Calhoun, einem Vize-Präsidenten der USA. Das County gehört zu den so genannten Cabinet Countys, da es wie einige andere nach einem Mitglied des Kabinetts von US-Präsident Andrew Jackson benannt wurde.
Ein Ort im County hat den Status einer National Historic Landmark, der Marshall Historic District. 46 Bauwerke und Stätten des Countys sind insgesamt im National Register of Historic Places eingetragen (Stand 18. November 2017).

## Demografische Daten

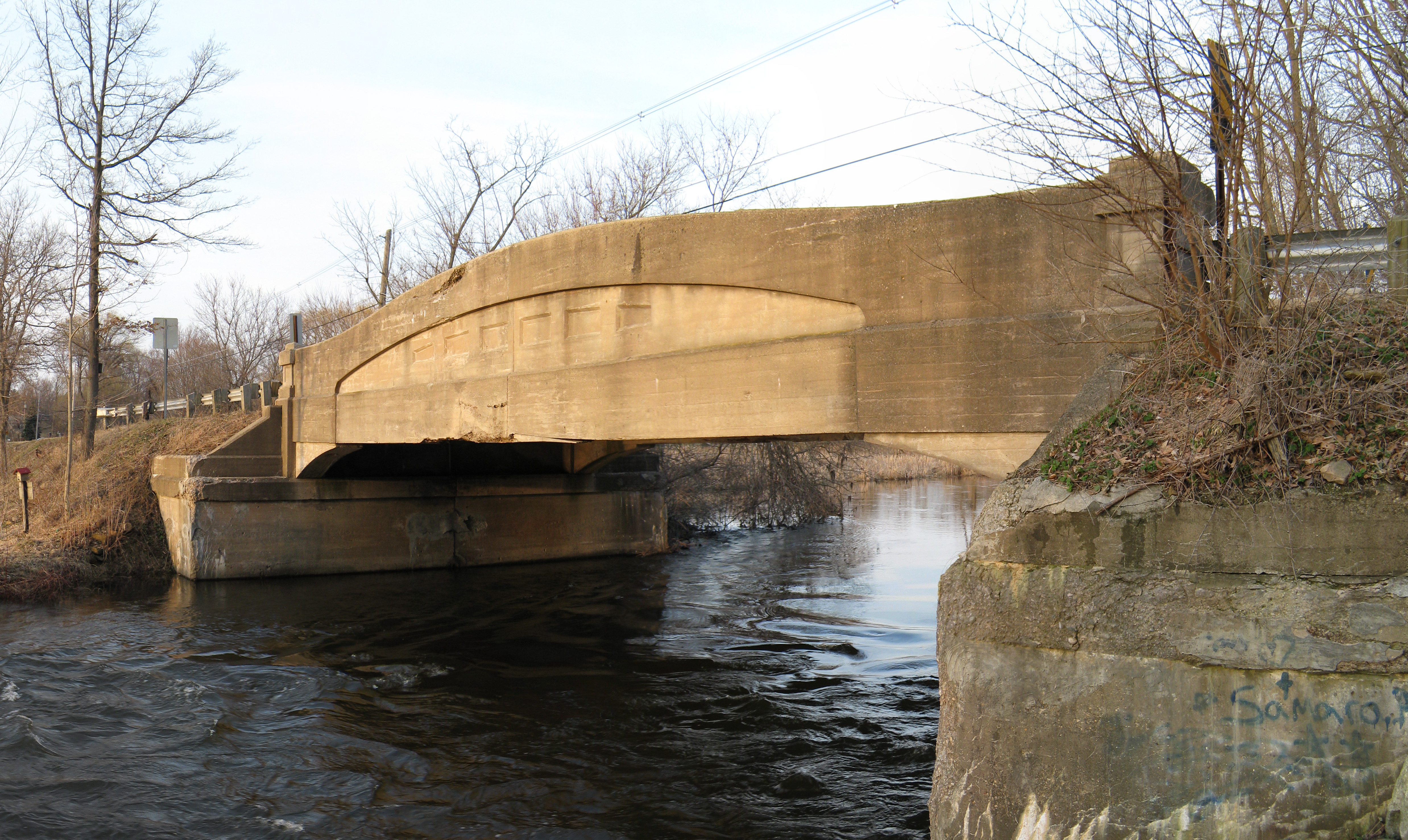
23 Mile Road Kalamazoo River Bridge, gelistet im NRHP mit der Nr. 99001611

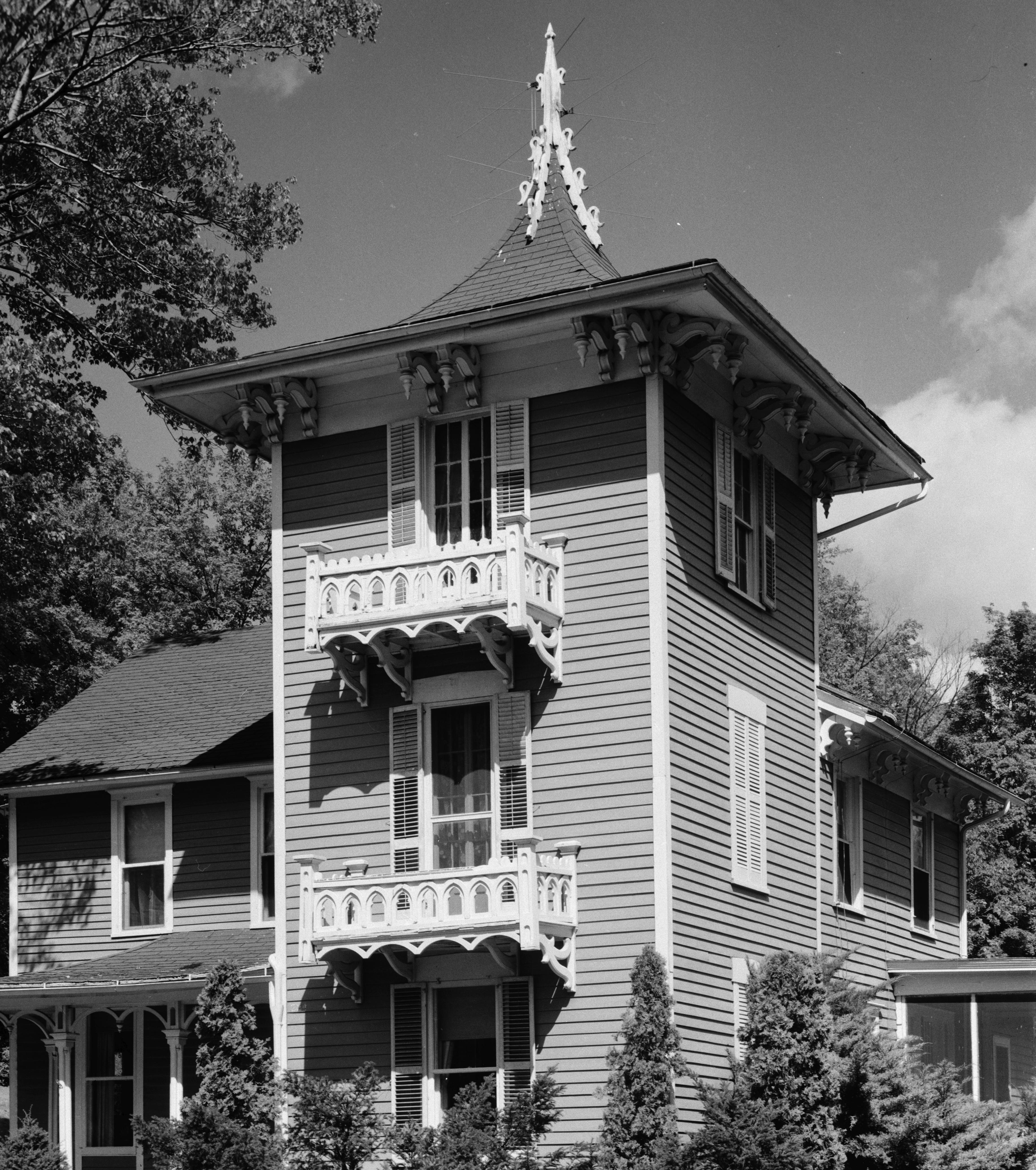
Das Benedict-Joy House, gelistet im NRHP mit der Nr. 72000599

Nach der Volkszählung im Jahr 2000 lebten im Calhoun County 137.985 Menschen in 54.100 Haushalten und 36.247 Familien. Die Bevölkerungsdichte betrug 75 Einwohner pro Quadratkilometer. Ethnisch betrachtet setzte sich die Bevölkerung zusammen aus 83,93 Prozent Weißen, 10,89 Prozent Afroamerikanern, 0,63 Prozent amerikanischen Ureinwohnern, 1,11 Prozent Asiaten, 0,02 Prozent Bewohnern aus dem pazifischen Inselraum und 1,29 Prozent aus anderen ethnischen Gruppen; 2,13 Prozent stammten von zwei oder mehr Ethnien ab. 3,15 Prozent der Bevölkerung waren spanischer oder lateinamerikanischer Abstammung.
Von den 54.100 Haushalten hatten 31,7 Prozent Kinder unter 18 Jahren, die bei ihnen lebten. 49,6 Prozent waren verheiratete, zusammenlebende Paare, 13,0 Prozent waren allein erziehende Mütter und 33,0 Prozent waren keine Familien. 27,8 Prozent waren Singlehaushalte und in 10,5 Prozent lebten Menschen im Alter von 65 Jahren oder darüber. Die Durchschnittshaushaltsgröße betrug 2,47 und die durchschnittliche Familiengröße lag bei 3,01 Personen.
26,0 Prozent der Bevölkerung waren unter 18 Jahre alt. 8,9 Prozent zwischen 18 und 24 Jahre, 28,3 Prozent zwischen 25 und 44 Jahre, 23,2 Prozent zwischen 45 und 64 Jahre und 13,7 Prozent waren 65 Jahre oder älter. Das Durchschnittsalter betrug 36 Jahre. Auf 100 weibliche Personen kamen 94,7 männliche Personen. Auf 100 Frauen im Alter von 18 Jahren und darüber kamen statistisch 90,8 Männer.
Das jährliche Durchschnittseinkommen eines Haushalts betrug 38.918 USD, das Durchschnittseinkommen einer Familie 47.167 USD. Männer hatten ein Durchschnittseinkommen von 37.001 USD, Frauen 26.464 USD. Das Prokopfeinkommen betrug 19.230 USD. 8,1 Prozent der Familien und 11,3 Prozent der Bevölkerung lebten unterhalb der Armutsgrenze.

## Orte im County
- Albion
- Athens
- Babcock
- Battle Creek
- Beadle Lake
- Bedford
- Bentleys Corners
- Brownlee Park
- Burlington
- Ceresco
- Clarence Center
- Clarendon
- Condit
- Duck Lake
- East Leroy
- Eckford
- Greenfield Park
- Homer
- Joppa
- Lakeview
- Lee Center
- Level Park
- Maplehurst
- Marengo
- Marshall
- Morgan Corners
- Oak Park
- Old Mill Gardens
- Orchard Park
- Partello
- Pennfield
- Pine Creek
- Rice Creek
- Sonoma
- Springfield
- Springfield Place
- Stanley Corners
- Sunrise Heights
- Tekonsha
- Union City
- Urbandale
- Verona Park
- Walnut Point
- Wattles Park
- West Leroy
- Wrights Corners

Townships
- Albion Township
- Athens Township
- Bedford Charter Township
- Burlington Township
- Clarence Township
- Clarendon Township
- Convis Township
- Eckford Township
- Emmett Charter Township
- Fredonia Township
- Homer Township
- Lee Township
- Leroy Township
- Marengo Township
- Marshall Township
- Newton Township
- Pennfield Charter Township
- Seville Township
- Tekonsha Township